# Warbleton
Warbleton è un villaggio e parrocchia civile dell'Inghilterra, appartenente alla contea dell'East Sussex.